# Крайс, Роберт (пианист)
Роберт Крайс (нем. Robert Kreis; род. 10 мая 1949, Бандунг, Индонезия) — немецкий музыкант нидерландского происхождения.

## Биография
Крайс родился в городе Бандунге в Индонезии и научился играть на пианино от своей бабушки, которая была джазовой пианисткой и руководила оркестром на роскошных лайнерах. Он приехал в Нидерланды, когда ему было семь лет. После окончания средней школы он два года играл пианистом на круизных лайнерах. Затем он проучился два года в Гаагской академии исполнительских искусств, где его преподавателями были известные музыкантами, такие как Сигрид Кётсе, Боб де Ланге и Альберт Фогель.
С 1980 года, он нашел свою нынешнюю артистическую деятельность в школе кабаре и посвятил себя эпохе развлечений 1920-х и 1930-х годов с сольными и оркестровыми программами. Он черпает вдохновение в своей обширной коллекции пластинок, нотах и литературы. Роберт Крайс живёт в Берлине с 2008 года.